# مهاجم (فوتبال)

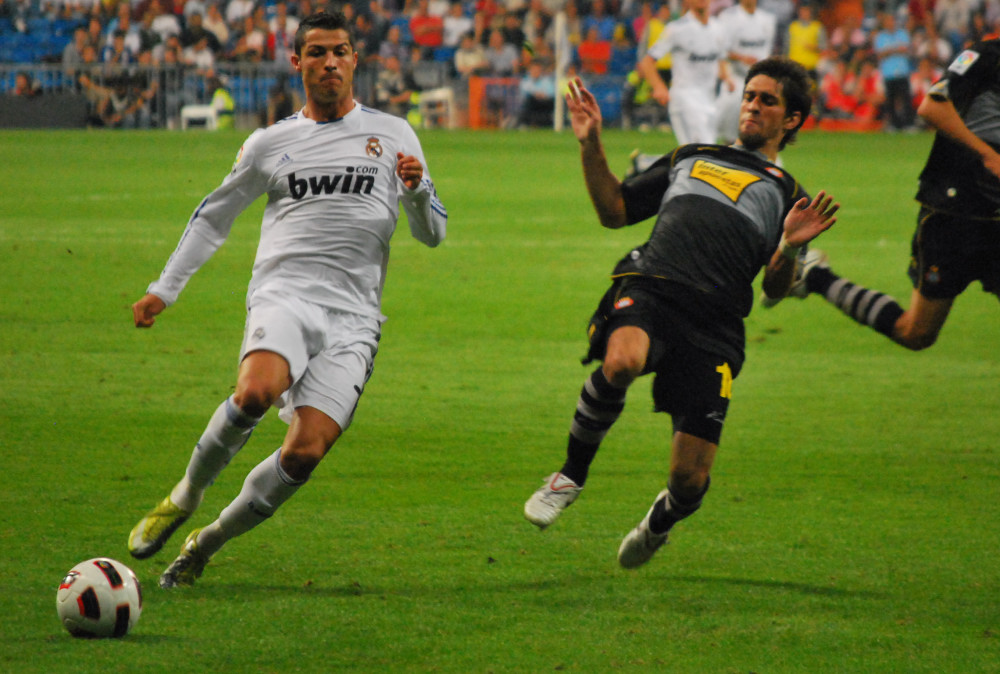
کریستیانو رونالدو (سمت چپ) در پست مهاجم

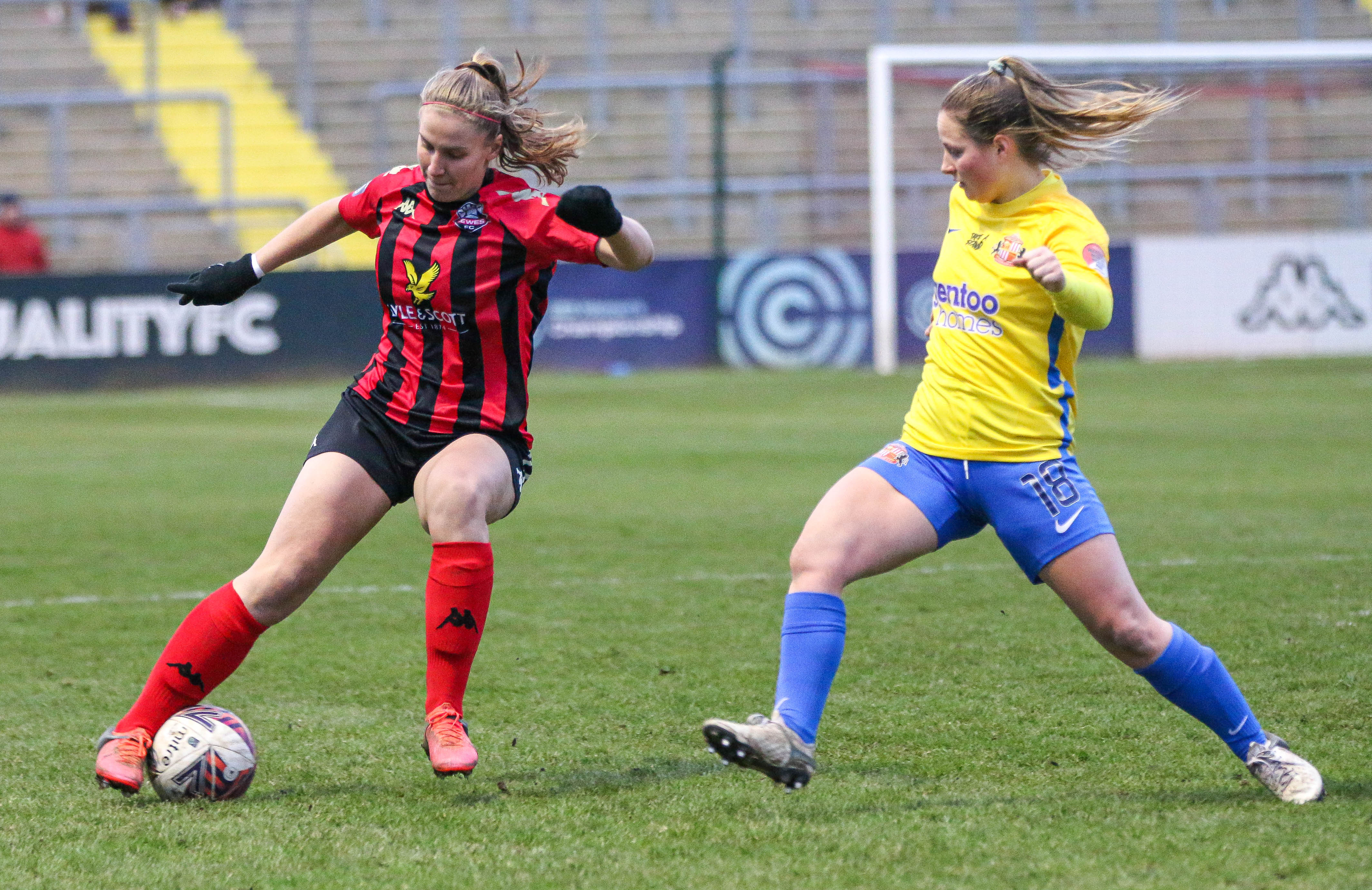
مهاجم با لباس قرمز در حال دریبل زدن مدافع با لباس زرد در فوتبال زنان

مهاجم (به انگلیسی: Forward) در فوتبال بازیکنانی هستند، که در نزدیک‌ترین ردیف به دروازه حریف بازی می‌کنند و برای گل زدن تلاش می‌کنند. در ترکیب‌های فوتبال مدرن، تیم‌ها معمولاً از ۱ تا ۳ مهاجم بهره می‌برند.
مهاجم دوم یا مهاجم سایه در فوتبال بازیکنانی هستند که پشت مهاجم نخست بازی می‌کنند و بیشتر وظیفه بازی‌سازی برای او را بر عهده دارند.

## مهاجم نوک

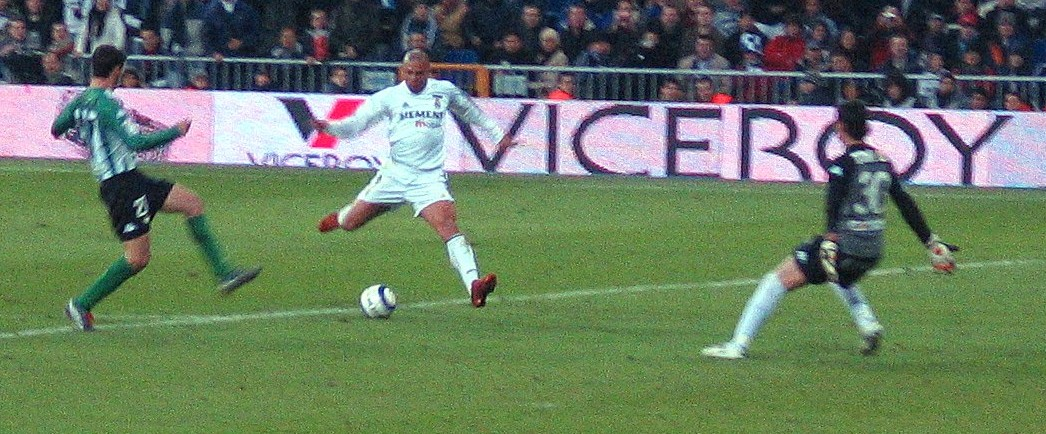
رونالدو مهاجم برزیلی (وسط، سفیدپوش) در حال شوت زدن به سمت دروازهٔ حریف. یک مهاجم چند منظوره که الگوی بسیاری از مهاجمان پس از خود می‌باشد و بر آنها تأثیر گذار بود.

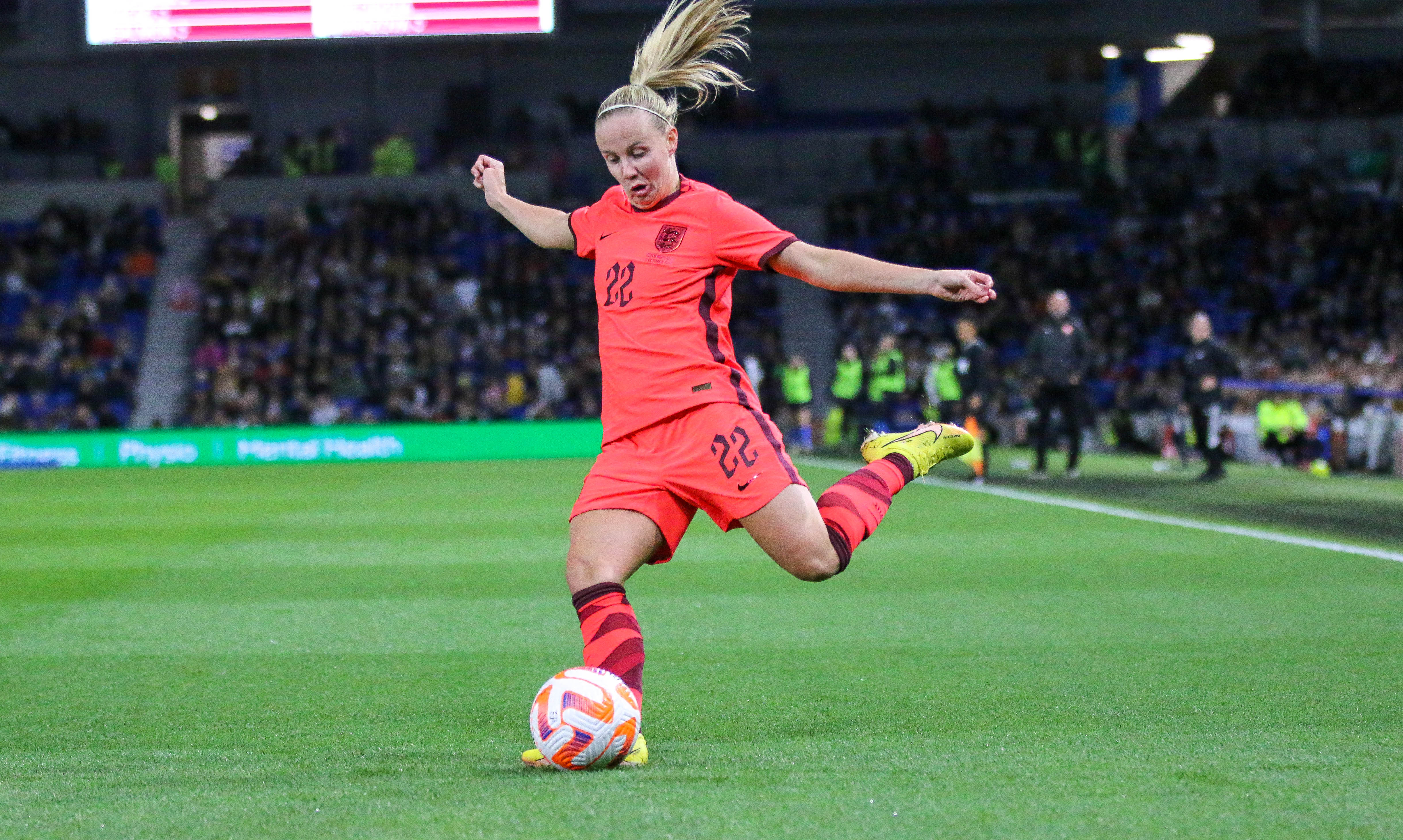
بت مید مهاجم باشگاه فوتبال آرسنال (در لباس تیم ملی انگلیس)

نقش سنتی یک مهاجم این است که بیشتر گل‌ها را برای تیم بزند. اگر آنها بازیکنانی قد بلند و با فیزیک بدنی مناسب باشند، با توانایی سر زنی خوب، ممکن است از این بازیکنان برای قرار گرفتن به عنوان هدف سانترها یا ارسال‌های بلند، نبردهای هوایی در هنگام ارسال توپ‌های بلند، یا دریافت پاس‌ها و حفظ مالکیت توپ با قرارگیری در موقعیت پشت به دروازه در حین پیشروی هم تیمی‌ها استفاده گردد. همچنین از این بازیکنان به منظور ایجاد فضا برای تیم یا کمک به هم تیمی‌های خود با ارسال یک پاس (از طریق «پاس در عمق» به داخل محوطه جریمه)، که دومی نیازمند به سریع بودن و حرکت بدنی خوب است، استفاده می‌گردد. علاوه بر آن مهاجم نوک نیازمند توانایی تمام کنندگی می‌باشد.

## مهاجم میانی
مهاجم‌های مرکزی پیشینه طولانی در بازی دارند، اما عنوان‌ها برای توصیف گونه بازی‌شان در طول سال‌ها متفاوت بوده است. نخست چنین بازیکنانی را مهاجمان داخلی، مهاجمان مرکزی خلاق یا عمق («ساب فوروارد») می‌نامیدند. در دوران کنونی، دو گونه دیگر از این نوع بازیکنان سنتی ایجاد گردیده است: مهاجم دوم، یا سایه، یا پشتیبان، یا مهاجم کمکی و، در چیزی که واقعاً برای خودش متمایز است، مهاجم شماره ۱۰.

## وینگر

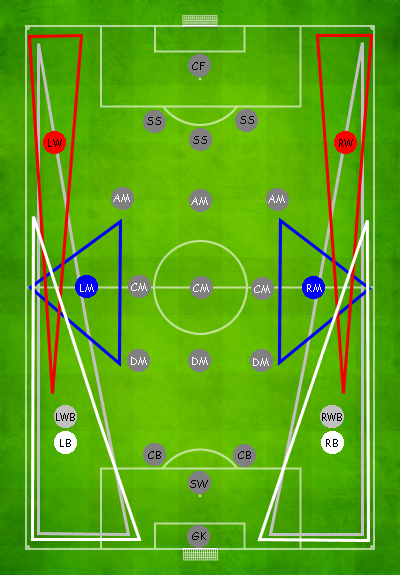
پست وینگر با رنگ قرمز مشخص شده است

وینگر بازیکنی هجومی است که در موقعیت عرضی در نزدیکی خطوط محوطه جریمه قرار دارد. با در نظر گرفتن منشأ آنها به عنوان «مهاجم بیرونی» که یک پست قدیمی است می‌توان آنها را به عنوان مهاجم طبقه‌بندی کرد؛ و همچنان در بیشتر نقاط جهان، به ویژه در فرهنگ‌های فوتبال لاتین و هلند، به عنوان مهاجم شناخته می‌شوند. با این حال، در بازی‌های کشورهای بریتانیایی (که در آن بیشتر از ترکیب ۴–۴–۲ و انواع آن استفاده می‌شود) معمولاً آنها را به‌عنوان بخشی از خط میانی در نظر گرفته می‌شود.

## ۹ کاذب
۹ کاذب، تا اندازه‌ای همانند نقش پیشرفته‌تر هافبک هجومی/بازی‌ساز است، یک مهاجم تنها یا مهاجم مرکزی غیر متعارف است که در عمق خط میانی زمین جای می‌گیرد. هدف از این کار این است که برای مدافعان میانی حریف که می‌روند تا ۹ کاذب را دنبال کنند مشکل ایجاد کند، و در پشت سرشان فضایی برای هافبک‌ها، مهاجمان یا وینگرهای مهاجم برای استفاده آنها بگذارند، یا اینکه ۹ کاذب را رها کنند تا زمان و فضای کافی به او برای دریبل کردن یا پاس دادن بدهند. یک پاس را انتخاب کنید این اصطلاح از شمارهٔ سنتی برای مهاجمان میانی (۹) می‌آید و این واقعیت است که معمولاً یک مهاجم وسط به‌طور معمول در نزدیکی خط مدافعان می‌ماند تا زمانی که فرصتی برای عبور از آنها به سمت دروازه پیدا کند. ویژگی‌های کلیدی برای ۹ کاذب مشابه ویژگی‌های یک مهاجم نوک است: توانایی دریبل زدن برای استفاده از فضای بین خطوط، توانایی پاس کوتاه خوب برای ارتباط با خط هافبک و نگاهی باز برای بازی‌سازی از طریق هم تیمی‌هایی که از عمق به سوی دروازه می‌دوند.

## مهاجم هدف
اصطلاح «مهاجم هدف» یا «بازیکن هدف» اغلب برای توصیف نوع خاصی از مهاجم یا مهاجم مرکزی استفاده می‌شود که نقش اصلی آنها دریافت توپ‌های بلند در هوا، نگه داشتن توپ و ایجاد موقعیت برای سایر هم‌تیمی‌ها علاوه بر آن گلزنی برای تیم است.